# Кузнецов, Юрий Эросович
Юрий Эросович Кузнецов (18 августа 1948, Ковров, Владимирская область — 10 октября 2012, Москва) — российский художник-иконописец, создатель собственного иконописного стиля, получившего название «кузнецовское письмо».

## Биография
Автор особого стиля написания икон, получившего название «кузнецовское письмо». Родился 18 августа 1948 года в городе Коврове Владимирской области, в семье художника Эроса Васильевича Кузнецова (1924—1989 гг.) и Клавдии Васильевны Богомоловой (1923—2005 гг.), происходившей из рода священников. Достоверных сведений о предках нет. По документам деда по отцовской линии звали Василием Ефимовичем Кузнецовым. Он числился сыном крестьянина, однако свободно говорил на нескольких европейских языках, читал стихи на французском и детей назвал Эрос (отец Ю. Э. Кузнецова) и Аида (тетя Ю. Э. Кузнецова). На протяжении всей жизни, занимался разными видами творчества: от оформления клубов культуры и росписи шкатулок до чеканки окладов и реставрации икон. Историю и технологию иконописи изучал  самостоятельно. Первую икону — «Воздвижение Честного и Животворящего Креста Господня» написал в 1994 году. Ю. Э. Кузнецова благословил на иконописание благочинный Ковровского и Камешковского района протоиерей Стефан (Бензюк) в 1997 году. Далее последовало благословение архиепископа Владимирского и Суздальского Евлогия, (Смирнова Юрия Васильевича), который отметил, что «икона написана по новому творчески, но с сохранением канонического лика» и в 2006 иконописца благословил 15-й Патриарх Московский и Всея Руси Алексий II. За 18 лет Юрий Кузнецов написал 1446 икон, которые находятся в частных домах, храмах и монастырях. В районе истринского водохранилища построен храм Св. Николая Чудотворца, полностью оформленный иконами «кузнецовского письма». Существуют два выставочных зала, постоянно представляющие иконы и картины Ю.Э.Кузнецова: Муниципальное бюджетное учреждение культуры "Выставочный зал" в г. Владимире и Арт-галерея "Кристина" в Москве. В настоящее время в стиле "кузнецовское письмо" работает единственный иконописец - его дочь и преемница Марина Филиппова.

## Награды
- Диплом лауреата городской премии «Признание» (г. Ковров, Владимирская обл.) в области культуры, искусства и литературы.
- «Петровская грамота» и медаль «За жертвенное служение» Общероссийского общественного движения «Россия Православная».
- Серебряная медаль «За вклад в отечественную культуру» Творческого союза художников России.
- Медаль «Русская земля» Общероссийского общественного движения «Россия Православная».
- Золотой диплом и малахитовая медаль «За большой вклад в реализацию программ по защите материнства и детства» международной общественной ассоциации благотворительных фондов «Мама».
- Почётный знак Всероссийской общественной организации ветеранов.
- Грамота «За активную творческую деятельность, большой вклад в возрождение и сохранение традиций отечественной духовности».

## Иконы «кузнецовского письма» в храмах
- Свято-Серафимовский мужской монастырь на острове Русский
- Южно-Уссурийский женский монастырь
- Спасо-Преображенский мужской монастырь г. Мурома
- Мещовский Свято-Георгиевский мужской монастырь
- Свято-Успенский кафедральный собор г. Владимира

## Выставки
- 1996 «Отец и сын. Эрос и Юрий Кузнецовы». Международный фонд содействия ЮНЕСКО, Гоголевский бульвар, г. Москва
- 1997 выставка художников г. Коврова, Дом культуры им. Ленина, г. Ковров
- 2004 08 персональная выставка икон в Центре изобразительного искусства г. Владимира
- 2004 09 персональная выставка икон «Приобщаясь к Духовному свету». Ковровский историко-мемориальный музей, г. Ковров
- 2005 09 персональная выставка икон «И к свету тянется душа». Муромский историко-художественный музей, г. Муром
- 2008 03 арт-проект «12 очень хороших работ». Тема — «Чудо святого Георгия о змие». Ежегодный худ. Салон ЦДХ 08, г. Москва
- 2008 04 арт-проект «12 очень хороших работ». Тема — «Чудо святого Георгия о змие». Артгалерея «Древо», г. Москва
- 2008 08 ретроспективная выставка творчества Ю. Э. Кузнецова «И к свету тянется душа», приуроченная к 60-летнему юбилею иконописца. ДК ПО ТОЧМАШ, г. Владимир
- 2009 04 «Православная икона. Традиция и современность». Мордовский республ. Музей изобразит. искусств им. С. Д. Эрьзи, г. Саранск
- 2009 05 «Свет немеркнущий». Центральный выст. зал г. Электроугли
- 2009 06 «Свет немеркнущий». Богоявленский собор г. Ногинска
- 2009 08 «Духовное возрождение искусства». Арт галерея «Я» Москва
- 2009 09 «МОСКВА 2009» ГВЦ Тушино, г. Москва
- 2009 09 выставка в рамках фестиваля «Вера. Надежда. Любовь», г. Москва
- 2009 09 «Красивое искусство — современная провокация» Альтернативный проект в период проведения Международной художественной выставки АРТ МОСКВА
- 2009 10 "Династия иконописцев в рамках гала-финала конкурса «Московская семья 2009», Форум-Холл, Москва
- 2009 10 выставка, приуроченная к празднованию дня Российского флота, в Московском доме национальностей
- 2009 11 «Галерея русского искусства XX века» Особняк купца В. Д. Носова, г. Москва
- 2010 05 «Торжество Добра» — выставка, посвящённая 65-летию победы в Великой Отечественной войне и Святому Георгию Победоносцу, г. Калуга
- 2010 05 «Весна. Май. Мир» — выставочный зал «Выхино», г. Москва
- 2010 07 «Верю, надеюсь, люблю…» — выставочный зал «Выхино», г. Москва
- 2010 07 «Лик Руси святой» — выставка, посвящённая празднованию Дня Крещения Руси, а также 1020-летию города Владимира, г. Владимир
- 2010 11 «Православная русь» — выставка, приуроченная к двум праздникам, которые отмечаются 4 ноября в России: государственному — Дню народного единства, и церковному — в честь Казанской иконы Божией Матери, Москва, ЦВЗ «Манеж»
- 2011 04 «Собор Святых воинов» — выставка, способствующая военно-патриотическому воспитанию молодёжи, г. Москва, Культурный центр Вооружённых Сил Российской Федерации им. М. В. Фрунзе
- 2011 05 Выставка православных икон при Елоховском соборе, Москва
- 2011 07-08 «К истокам», выставка реликвий и фотографий Свято-Троицкого епархиального монастыря города Мурома. На выставке было представлено 6 икон Юрия Кузнецова. МБУК «Выставочный центр», г. Владимир
- 2011 08-09 «Светоносное откровение», Музей истории города, Ярославль
- с 2011 11 до настоящего времени - постоянная экспозиция икон «кузнецовского письма», артгалерея «Кристина», г. Москва
- 2012 11-12 Выставка «Свет Немеркнущий. Иконы Юрия Кузнецова», посвященная жизни и творчеству иконописца Юрия Кузнецова, арт-галерея «Кристина», г. Москва
- 2013 08-09 Выставка «Отец и дочь. Юрий Кузнецов и Марина Филиппова», посвященная 65-летию со дня рождения художника-иконописца Юрия Кузнецова, арт-галерея «Кристина», г. Москва

## Книги
Икона XXI века. Кузнецовское письмо/ авт. и сост. К. Л. Кондратьева. — М., 2010. — 360 c., илл. Авторы статей: О.Троицкая, М.Филиппова, Е.Тетерин, И.Вольнов, Л.Селиверстова
Авторы стихов: О.Троицкая, Е.Князева, М.Бузин, Е.Резник Книга «Икона XXI века. Кузнецовское письмо»

## Статьи
- О.Лавренова. Откровение в красках // Культура и время. № 1 2011, с. 212—219
- К.Кондратьева. Плоды добродетелей богоугодных // Культура и время. № 4 2008, с. 185—197
- Т.Правоторова. Души и тела исцеление // Наука и Религия. № 5 2007 г.
- Г.Владимирская. «Жемчужное письмо» Юрия Кузнецова // Божий Мир. № 1(60) 2007 г.
- Т.Правоторова. Талант России. Иконописец Кузнецов // Прогноз развития. № 9(15) 2007 г.
- К.Кондратьева. Кузнецовское письмо. Новое иконописание в России // Собрание. № 2 2007, с. 72 — 79
- Т.Аристова. Ковровский художник стал автором «иконописи XXI века» // Комсомольская правда (г. Владимир). № 132 2006 г.